# Włodzimierz Nipanicz
Włodzimierz Nipanicz (ur. 30 kwietnia 1887, zm. ?) – major korpusu sądowego Wojska Polskiego.

## Życiorys
Urodził się 30 kwietnia 1887. Po odzyskaniu przez Polskę niepodległości wstąpił do Wojska Polskiego. Został awansowany do stopnia majora w korpusie oficerów zawodowych sądowych ze starszeństwem z 1 czerwca 1919. Od 1921 do lutego 1922 był szefem Sekcji prawnej w Departamencie dla Spraw Morskich (DSM) Ministerstwa Spraw Wojskowych. Po przekształceniu struktury i utworzeniu Kierownictwa Marynarki Wojennej od 1 marca 1922 do 15 kwietnia 1925 sprawował tamże stanowisko kierownika Referatu Prawnego. W 1934 jako major rezerwy pozostawał wówczas w ewidencji Powiatowej Komendy Uzupełnień Warszawa Miasto III.
Podczas II wojny światowej zamieszkiwał w swoim domu przy ulicy Kapitańskiej 27 w Gdyni.

## Odznaczenia i ordery
- Order „Złotej Gwiazdy” II stopnia – Bucharska Ludowa Republika Radziecka[5][9][10]